# 방대한
방대한(본명: 칸 모하마드 아사두즈만(벵골어: খান মোহাম্মদ আসাদুজমান, 영어: Khan Mohammad Asaduzzman), 1975년 11월 20일 ~ )는 방글라데시 출신 대한민국의 배우이자 트로트 가수로 1996년 대한민국에 처음 발을 디딘 후 2011년 대한민국 국적을 취득했다.
데뷔 이전에는 외국인 노동자였다.

## 연기 활동

### 드라마
- 2012년 KBS2 월화드라마 《광고천재 이태백》 ... 핫산 역
- 2012년 KBS2 단막극 《KBS 드라마 스페셜 - 내가 우스워 보여?》 ... 자밀 역
- 2024년 디즈니플러스 《킬러들의 쇼핑물》 방대한 역

### 영화
- 2010년 《방가? 방가!》 ... 알리 역
- 2011년 《심장이 뛴다》 ... 이주노동자 역
- 2011년 《강철대오: 구국의 철가방》 ... 아랍 앵커 역 (특별출연)
- 2014년 《위층여자》 ... 경비 역

## 방송

### 예능
- 2007년 KBS1 《전국 노래자랑》
- 2009년 KBS1 《전국 노래자랑》
- 2011년 KBS2 《1박 2일》 - 게스트
- 2011년 엠넷 《슈퍼스타K3》
- 2011년 KBS2 《여유만만》 2052회
- 2013년 KBS2 《여유만만》
- 2016년 KBS1 《이웃집 찰스》 71회
- 2018년 KBS1 《아침마당》 8095회, 8100회, 8247회
- 2019년 KBS1 《아침마당》 8342회

## 음반
- 2015년 비빔밥

## 홍보대사
- 2011년 한국다문화예술원 홍보대사
- 2012년 대한민국 다문화연예조직위원회 홍보대사

## 수상
- 2011년 대한민국 다문화예술대상 10대 예술인상
- 2012년 대한민국 다문화예술대상 영화부문 연기대상